# Hemibystra mocoensis
Hemibystra mocoensis là một loài tò vò trong họ Ichneumonidae.